# The Terminators
The Terminators è un film del 2009 diretto da Xavier S. Puslowski.
Film di fantascienza prodotto dallo studio cinematografico The Asylum per il circuito direct-to-video. Nonostante il titolo e la locandina richiamino chiaramente il film Terminator di James Cameron del 1984, creato infatti per cavalcare il successo di Terminator Salvation uscito nello stesso anno, in realtà gli eventi della trama di The Terminators ricordano più Il mondo dei robot del 1973 e la serie TV Battlestar Galactica del 2004.
Come mockbuster è stato commercializzato un mese prima dell'uscita di Terminator Salvation, il 28 aprile 2009. Il budget del lungometraggio si aggira attorno ai 250 000 dollari.
Il film è stato distribuito in Italia in DVD da Minerva Pictures il 23 febbraio 2011 e in seguito trasmesso sulle reti di Sky Cinema.

## Trama
In un imprecisato punto del futuro, quando l'umanità ha sviluppato avanzate tecnologie robotiche munite di intelligenza artificiale, incluso l'uso di organismi cibernetici (o cyborg) per impieghi generali, per ragioni sconosciute, le macchine istigate a una rivoluzione cibernetica contro l'umanità, bombardano le città e inviano centinaia di cyborg TR-4 identici e armati, a sterminare qualunque essere umano.
Una banda di sopravvissuti condotti da Reed, uno sceriffo di una piccola città, vanno in cerca di una navetta spaziale funzionante per volare in direzione della stazione spaziale (in orbita nella mesosfera) dove vengono realizzati i TR-4 al fine di spegnere i TR tramite il comando manuale.

## Produzione

### Cast
L'attore Paul Logan, qui interprete dei cyborg TR-4, in un altro film successivo prodotto dall'Asylum nel 2010, il più famoso Mega Piranha, è l'eroe protagonista.